# Buchholz (Salurn)
Buchholz (italienisch Pochi) ist eine Fraktion der Gemeinde Salurn in Südtirol, Italien.

## Geografie
Die Ortskern von Buchholz liegt am östlichen Hang des Etschtals auf etwa 565 m Meereshöhe auf einer Mittelgebirgsterrasse, rund zwei Kilometer nordöstlich von Salurn im Südtiroler Unterland. Das Landschaftsbild ist von rund um den Ortskern verstreuten Einzelhöfen geprägt. In den flacheren Bereichen sind Wein- und Obstbau dominierend, mit zunehmender Höhe finden sich insbesondere Wiesenflächen. In den steileren Hanglagen liegen Waldstreifen, in denen insbesondere Edelkastanien vorkommen. Nördlich des Dorfs befindet sich der Madruttberg, der zum Naturpark Trudner Horn gehört, nordöstlich liegt das kleine Bergdorf Gfrill. An der Ortschaft führt der Dürerweg vorbei, der von Neumarkt bis nach Segonzano im Trentino führt.

## Geschichte
Buchholz war bereits zur Bronzezeit besiedelt, wie Funde bei der Pfarrkirche beweisen. Auch zu Zeiten der Römer war der Ort besiedelt. Im Salurner Gerichtsweistum von 1403 werden zahlreiche Buchholzer Hofstellen namentlich genannt, so die Höfe Kerschbaum, Erlach/Erler, Gagers, Schwarzl, Lochrach, Stauder/Staudach, Bruggneid, Flatsch(er), Leiter beim Haberlach, Tiefental, Koflach (St. Anna) und Hausmann. 1494 kam Albrecht Dürer auf seiner ersten Italienreise nach Venedig an Buchholz vorbei. Dürer musste wegen der überschwemmten Salurner Klause den beschwerlichen Weg über die Berge nehmen.
In der zweiten Hälfte des 20. Jahrhunderts vergrößerte sich der Ort durch den Bau von Zweitwohnungen erheblich, was sich negativ auf das Landschaftsbild und sozioökonomische Gefüge ausgewirkt hat.

## Sehenswürdigkeiten
Sehenswert ist die spätgotische Pfarrkirche St. Ursula aus dem 16. Jahrhundert mit einem romanischen Kirchturm eines Vorgängerbaus aus der ersten Hälfte des 14. Jahrhunderts (Erstnennung 1354, Weihe 1400), die unter Denkmalschutz steht. Oberhalb von Buchholz steht ein unter Naturdenkmalschutz stehender Mammutbaum mit einem Stammumfang von 7,2 m und einer Höhe von 38 m.

## Persönlichkeiten
- Perkeo (1702–1735), Hofzwerg des Kurfürsten Karl III. Philipp von der Pfalz[10]